# روان‌شناسی حفاظت
روان‌شناسی حفاظت (به انگلیسی: Conservation Psychology)، مطالعهٔ علمی روابط متقابل بین انسان‌ها و سایر اجزای طبیعت، با تمرکز ویژه بر چگونگی تشویق به حفاظت از جهان طبیعی است. این روان‌شناسی به جای اینکه یک حوزهٔ تخصصی در خود روان‌شناسی باشد، یک حوزهٔ رو به رشد برای دانشمندان، محققان و متخصصان همهٔ رشته‌ها است تا گرد هم آیند و زمین و آنچه را که می‌توان برای حفظ آن انجام داد، بهتر درک کنند. این شبکه در پی درک این موضوع است که چرا انسان‌ها به محیط زیست آسیب می‌رسانند یا به آن کمک می‌کنند و برای تغییر چنین رفتاری چه می‌توان کرد. اصطلاح «روان‌شناسی حفاظت از محیط زیست» به هر حوزه‌ای از روان‌شناسی اشاره دارد که دانش قابل فهمی در مورد محیط زیست و تأثیرات انسان بر جهان طبیعی دارد. روانشناسان حفاظت از محیط زیست از توانایی‌های خود در روان‌شناسی «سبزسازی» استفاده می‌کنند و جامعه را از نظر اکولوژیکی پایدار می‌سازند. علم روان‌شناسی حفاظت به سمت پایداری محیطی گرایش دارد که شامل نگرانی‌هایی مانند حفاظت از منابع طبیعی، حفاظت از اکوسیستم‌ها و مسائل مربوط به کیفیت زندگی برای انسان‌ها و سایر گونه‌ها می‌شود.
یکی از مسائل رایج، عدم درک تمایز بین روان‌شناسی حفاظت از محیط زیست و حوزهٔ جاافتاده‌تر روان‌شناسی محیطی استو روان‌شناسی محیطی به مطالعهٔ تعاملات بین افراد و تمام محیط‌های فیزیکی آنها می‌پردازد، از جمله اینکه چگونه افراد محیط‌های ساخته شده و طبیعی را تغییر می‌دهند و چگونه این محیط‌ها آنها را تغییر می‌دهند. روان‌شناسی محیطی در اواخر دههٔ ۱۹۶۰ آغاز شد (اولین برنامهٔ رسمی با این نام در سال ۱۹۶۸ در دانشگاه سیتی نیویورک تأسیس شد) و اصطلاحی است که بیشتر در سراسر جهان مورد استفاده قرار می‌گیرد.
روان‌شناسی حفاظت، که اخیراً در سال ۲۰۰۳ مطرح شد و عمدتاً توسط گروهی از دانشگاهیان آمریکایی مرتبط با باغ‌وحش‌ها و دپارتمان‌های مطالعات محیطی مطرح شد، با تمرکز اصلی بر روابط بین انسان‌ها و حیوانات آغاز گردید. برخی در مجلات بوم‌شناسی، سیاست‌گذاری و زیست‌شناسی پیشنهاد کرده‌اند که این رویکرد باید گسترش یابد تا تلاش کند بفهمد چرا انسان‌ها احساس می‌کنند به محیط زیست باید آسیب بزنند یا کمک کنند، و همچنین چگونه می‌توان تلاش‌های حفاظت از محیط زیست را ترویج داد.

## پیشگامان این عرصه
روانشناسان همهٔ زمینه‌ها از جمله فلسفه، زیست‌شناسی، جامعه‌شناسی، صنعت و سازمان، سلامت و مصرف‌کننده، به همراه بسیاری از زیرشاخه‌های دیگر مانند آموزش محیط زیست و زیست‌شناسی حفاظت، گرد هم می‌آیند تا دانش خود را در آموزش دیگران برای همکاری و تشویق به ایجاد رابطه‌ای سازگار بین انسان‌ها و محیط اطرافشان به کار گیرند. این روانشناسان با مکان‌هایی مانند باغ‌وحش‌ها و آکواریوم‌ها همکاری می‌کنند. باغ‌وحش‌ها و آکواریوم‌ها ممکن است فقط مکانی برای تفریح و سرگرمی به نظر برسند، اما در واقع سخت تلاش می‌کنند تا پیام‌های مثبتی را منتشر کنند و مردم را در مورد خانه‌ها و نیازهای حیواناتی که در آنجا زندگی می‌کنند، آموزش دهند. آنها در تلاشند تا راهی برای تعامل و آموزش عواقب اعمال روزمرهٔ انسان‌ها بر حیوانات و محیط زیست به عموم مردم پیدا کنند، نه اینکه صرفاً حیوانات را تماشا کنند. روانشناسان و جامعه‌شناسان از کارگاه‌ها و اتاق‌های فکر باغ‌وحش‌ها بازدید کرده‌اند تا ارزیابی کنند که آیا حیوانات به بهترین شکل ممکن دیده و نمایش داده می‌شوند و در عین حال دانش آموزنده‌ای به عموم ارائه می‌دهند یا خیر.

## رابطهٔ حفاظت از محیط زیست با زیست‌شناسی و روان‌شناسی
زیست‌شناسی حفاظت در ابتدا به عنوان یک رشتهٔ بحران‌محور، با هدف ارائهٔ اصول و ابزارهایی برای حفظ تنوع زیستی، مفهوم‌سازی شد. این شاخه‌ای از زیست‌شناسی است که به حفظ تنوع ژنتیکی در گیاهان و حیوانات می‌پردازد. این حوزهٔ علمی برای مطالعهٔ مشکلات پیچیدهٔ پیرامون تخریب زیستگاه‌ها و حفاظت از گونه‌ها تکامل یافته است. اهداف زیست‌شناسان حفاظت، درک چگونگی تأثیر انسان‌ها بر تنوع زیستی و ارائه راه‌حل‌های بالقوه‌ای است که هم برای انسان‌ها و هم برای گونه‌های غیرانسانی مفید باشد. در این زمینه، بدیهی است که زمینه‌های اساسی زیست‌شناسی وجود دارد که می‌تواند به راحتی به درک بهتر و مشارکت در حفاظت از تنوع زیستی کمک کند. دانش زیستی به تنهایی برای حل مشکلات حفاظت از محیط زیست کافی نیست و نقش علوم اجتماعی در حل این مشکلات به‌طور فزاینده‌ای اهمیت یافته است. تصور می‌شد با ترکیب دانش زیست‌شناسی حفاظت با سایر زمینه‌ها، دستاوردهای زیادی حاصل شود. روان‌شناسی به عنوان مطالعه علمی تفکر، احساس و رفتار انسان تعریف می‌شود. روان‌شناسی یکی از حوزه‌هایی بود که می‌توانست مفاهیم آن را در حفاظت از محیط زیست به کار گیرد. روان‌شناسی می‌تواند در ارائهٔ بینشی در مورد استدلال اخلاقی و عملکرد اخلاقی، که در قلب روابط انسان و طبیعت نهفته است، کمک کند.